# Грузия и Европейский союз
Грузия и Европейский союз уже длительное время поддерживают интенсивные дружественные отношения, основанные на ясно выраженном желании Грузии стать членом Европейского союза.
Грузия в 2014 году подписала соглашение об ассоциации с Евросоюзом и участвует в таких программах союза, как Европейская политика соседства, Евроконтроль, Евратом и TRACECA (англ. Transport Corridor Europe-Caucasus-Asia), а также имеет с 28 марта 2017 года безвизовый режим со странами Шенгенского соглашения и членами ЕС, который позволяет гражданам Грузии посещать все страны союза (кроме Ирландии) с туристическими, деловыми и культурными целями.
14 декабря 2023 года Совет Европейского союза предоставил Грузии статус официального кандидата на вступление в Европейский союз.
В апреле 2023 года по результатам общенационального опроса, проведенного Международным республиканским институтом, 89% граждан Грузии поддерживают вступление в ЕС, что стало самым высоким показателем за последние годы.
В конце октября 2024 года, после победы правящей партии «Грузинская мечта» на парламентских выборах, Грузия отказалась от переговоров о вступлении в ЕС до 2028 года.

## История

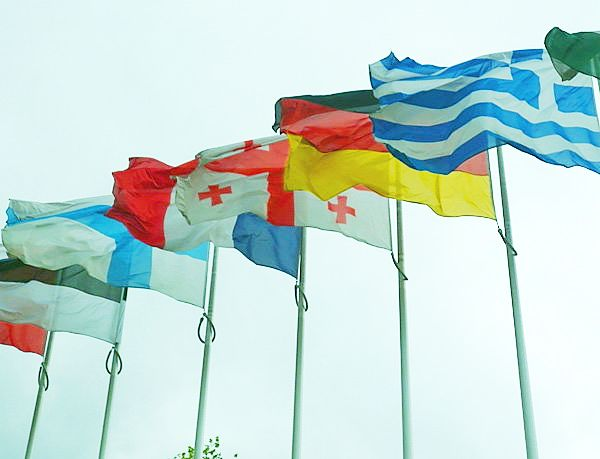
Флаг Грузии у здания Совета Европы в Страсбурге

После обретения Грузией государственной независимости в 1991 году и особенно с приходом к власти президента Михаила Саакашвили её руководством были чётко определены приоритеты государственной политики, направленные на создание как можно более тесных отношений со странами Запада, в первую очередь с США и Европейским союзом. В своей первой речи перед Европейским парламентом в 2006 году в Страсбурге Саакашвили высказался в пользу вступления своей страны в ЕС.

### План действий Европейской политики соседства
Европейская политика соседства (ЕПС), инициированная ЕС, направленная на заключение соглашений о партнёрстве и сотрудничестве с новыми независимыми государствами Восточной Европы в том числе касались и Грузию, с которой в 1996 году было подписано такое соглашение, вступившее в силу в 1999 году. Программа была направлена на сближение стран-партнёров с экономическими и политическими нормами ЕС путём проведения широкомасштабных реформ.2 октября 2006 года было опубликовано совместное заявление по согласованному тексту Плана действий Грузия — Европейский Союз в рамках Европейской политики соседства (ЕПС). План действий был официально одобрен на заседании Совета сотрудничества ЕС — Грузия 14 ноября 2006 года в Брюсселе.
12 мая 2010 года в докладе ЕС о ходе выполнения Грузией обязательств, взятых в рамках Плана действий ЕПС было заявлено, что Грузия достигла прогресса в таких вопросах, как верховенство закона, реформирование судебной системы, борьба против мелкой коррупции, доступность торговли и улучшение бизнес-климата в стране, но должна продолжить демократические реформы и укрепление демократических институтов, в особенности с точки зрения политического плюрализма и свободы СМИ.

### Восточное партнёрство
26 марта 2008 года Европейским союзом был учреждён проект Восточного партнерства, главная цель которого — сближение ЕС со странами бывшего СССР — Грузией, Молдавией, Украиной, Арменией, Азербайджаном и Белоруссией. Целью Восточного партнерства является предоставление форума для дискуссий по вопросам торговли, экономической стратегии, соглашений о поездках и других вопросов между ЕС и его соседями. Он также направлен на создание области общих ценностей демократии, процветания, стабильности и расширения сотрудничества. Проект был инициирован Польшей, а последующее предложение было подготовлено в сотрудничестве со Швецией и был представлен министрами иностранных дел Польши и Швеции на Совете ЕС по общим делам и внешним связям в Брюсселе 26 мая 2008 года.
Первая встреча министров иностранных дел в рамках Восточного партнёрства состоялась 8 декабря 2009 года в Брюсселе. 23 июля 2012 года на встрече министров иностранных дел стран Восточного партнёрства были приняты «Дорожные карты Восточного партнёрства на 2012 и 2013 годы».

## Соглашение об ассоциации с Европейским союзом

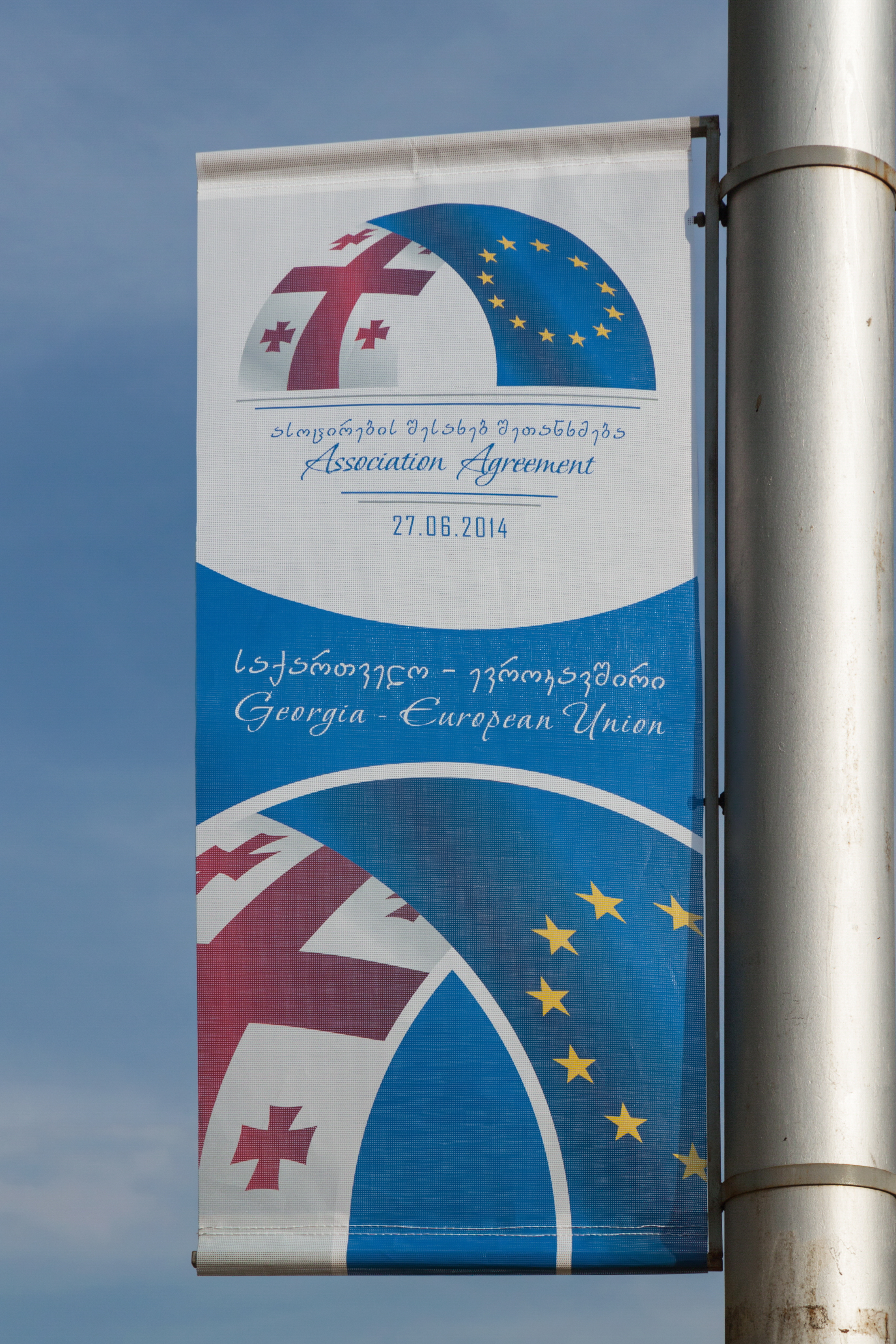
Плакат Соглашения об ассоциации Грузии с Евросоюзом (Тбилиси, 2014 год)

В ноябре 2013 года в Вильнюсе прошёл саммит «Восточного партнерства», на котором было парафировано соглашение об ассоциации между Грузией и ЕС. Документ подписали глава МИД Грузии Майя Панджикидзе и верховный представитель ЕС по иностранным делам и политике безопасности Кэтрин Эштон. Соглашение об углублённой и всеобъемлющей зоны свободной торговли, УВЗСТ (англ. Deep and Comprehensive Free Trade Areas, DCFTA) было подписано министром экономики Грузии Ираклием Квирикашвили и еврокомиссаром по вопросам торговли Карелом де Гюхтом. В рамках саммита также состоялось подписание соглашения «О включении Грузии в гражданские миссии и военные операции ЕС».
В феврале 2014 года было объявлено о предстоящем вступлении Грузии в организацию «Энергетическое объединение» Европы. Целью организации является создание конкурентоспособного и прозрачного рынка, который будет опираться на директивы ЕС и принципы Хартии энергетического объединения. Конечной целью организации является эффективная интеграция с энергетическим рынком ЕС.
На саммите Евросоюза в Брюсселе 20 марта 2014 года было принято решение о том, что Евросоюз намерен подписать с Грузией соглашения об ассоциации, включающие в себя пункты о создании зоны свободной торговли, не позднее июня 2014 года.
27 июня 2014 года соглашение об ассоциации было подписано. Также было подписано второе соглашение, регулирующее участие страны в операциях ЕС по урегулированию кризисов.
Соглашение об ассоциации, большая часть которого предварительно вступила в силу в сентябре, было полностью ратифицирована Грузией и всеми государствами-членами ЕС. 18 декабря 2014 года Европейский парламент одобрил Соглашение об ассоциации. Члены поддержали договор 490 голосами против 76 при 57 воздержавшихся. Соглашение вступило в силу 1 июля 2016 года.

## Вступление Грузии в Евросоюз

Государства — члены Европейского союза
Официальные кандидаты
Потенциальные кандидаты, подавшие заявку на вступление
Страны, отозвавшие свою заявку, но члены ЕАСТ
Страны — бывшие члены ЕС

В 2014 году Европейский парламент принял резолюцию, в которой говорится, что в соответствии со статьей 49 Договора о Европейском Союзе, Грузия, как и любая другая европейская страна, имеет европейскую перспективу и может подать заявку на членство в ЕС в соответствии с принципами демократии, уважения основных свобод и прав человека, прав меньшинств и обеспечение верховенства закона.
Премьер-министр Грузии Ираклий Гарибашвили заявил на пресс-конференции в Брюсселе 27 июня 2014 года, что Грузия может стать полноправным членом ЕС в течение 5–10 лет. Однако он подчеркнул, что Грузия не назначила дату подачи заявки на членство в ЕС.
17 января 2021 года Ираклий Кобахидзе был избран председателем правящей партии «Грузинская мечта — Демократическая Грузия». Он объявил о планах Грузии официально подать заявку на членство в ЕС в 2024 году. На фоне вторжения Россия на Украину в 2022 году, было решено подать заявку раньше — 3 марта 2022 года. 7 марта ЕС заявил, что официально оценит заявку Грузии. 11 апреля Грузия получила анкету о членстве в ЕС, которую необходимо было заполнить и отправить на рассмотрение в мае.
17 июня 2022 года Европейская комиссия рекомендовала предоставить Грузии возможность стать членом Европейского Союза, но отложила рекомендацию о предоставлении ей статуса кандидата до тех пор, пока не будут выполнены определенные условия. 23 июня 2022 года Европейский парламент принял резолюцию о поддержке европейской перспективы Грузии и выразил готовность предоставить Грузии статус кандидата на вступление в Европейский Союз только после ряда реформ.

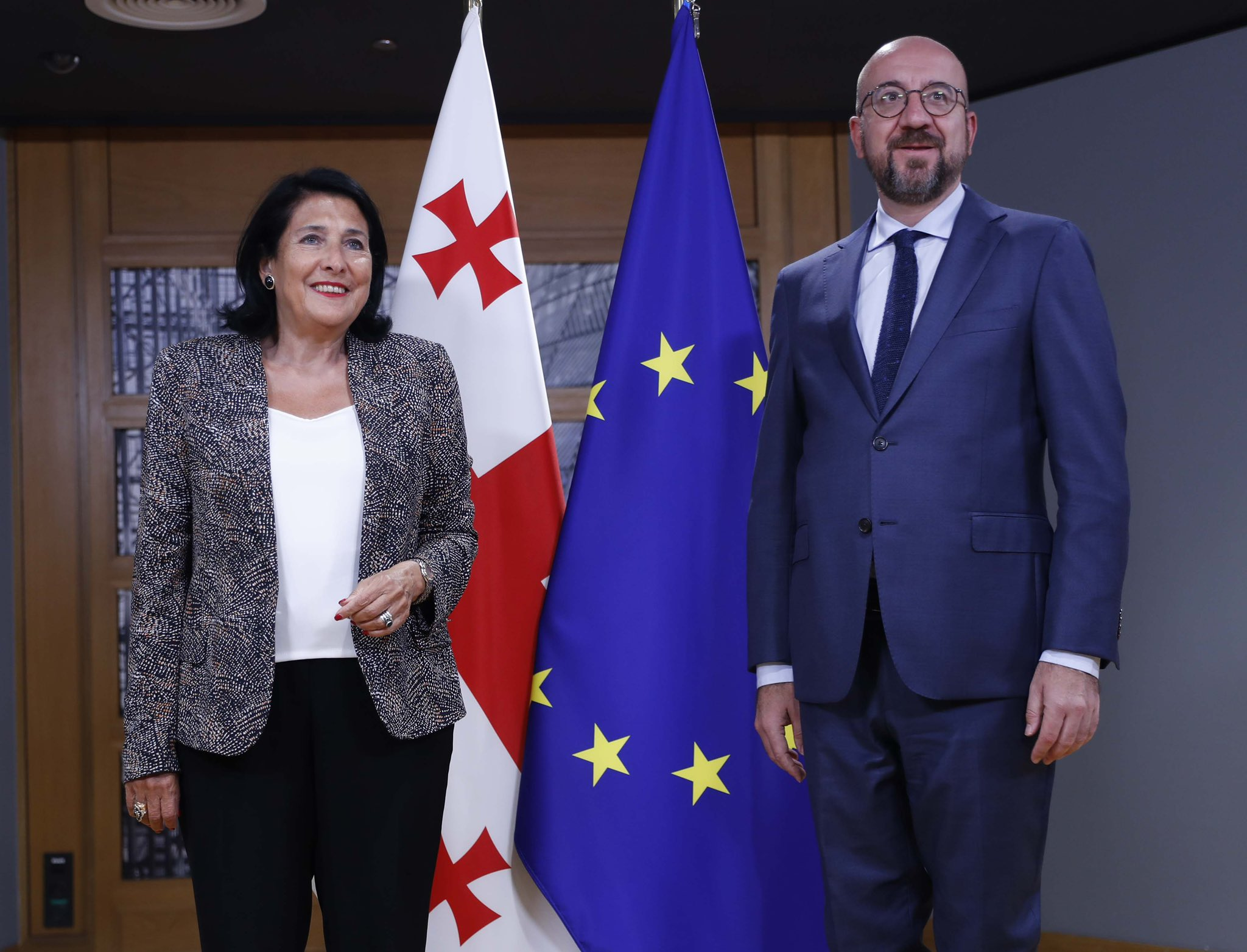
Президент Грузии Саломе Зурабишвили и председатель Европейского совета Шарль Мишель в Брюсселе (июнь, 2022)

15 сентября 2023 года премьер-министр Грузии Ираклий Гарибашвили заявил, что у ЕС «не будет причин» отклонять кандидатуру Грузии в декабре 2023 года и сообщил, что «все оставшиеся вопросы» связанные с программой реформ, изложенной ЕС в 2022 году для предоставления статуса кандидата, будут решены к концу текущего месяца.
В начале 2023 года общенациональный опрос, проведенный Международным республиканским институтом, показал, что 89 % грузин поддерживают вступление в ЕС, что является самым высоким показателем за последние годы.
8 ноября 2023 года Еврокомиссия порекомендовала Совету ЕС предоставить Грузии статус кандидата на вступление в Евросоюз при условии, что правительство страны предпримет важные шаги по реформированию. 14 декабря 2023 года Совет Европейского союза предоставил Грузии статус официального кандидата на вступление в Европейский союз.

## Экономические отношения
26 марта 2008 года Европейским союзом был учреждён проект Восточного партнерства, куда помимо других стран в зону интересов входила и Грузия, а целью партнёрства было объявлено предоставление форума для дискуссий в том числе по вопросам торговли и экономической стратегии. 18 декабря 2014 года Европейский парламент одобрил Соглашение об ассоциации с Европейским союзом, включающие в себя пункты о создании зоны свободной торговли с Грузией.
Соглашение вводит преференциальный торговый режим – Зону углубленной и всеобъемлющей свободной торговли (DCFTA). Этот режим расширяет доступ к рынкам между ЕС и Грузией из-за более согласованных правил.
На 2022 год Евросоюз являлся основным торговым партнёром Грузии. Торговый оборот за 2022 год составил 4,25 млрд евро, что составило 20,5 % от всей торговли страны. Ключевой экспортной из ЕС продукцией являются минеральные продукты, машины и приборы, транспортное оборудование. Ключевой импорт ЕС из Грузии включает минеральные продукты, химическую продукцию и текстиль.
Около половины от всех прямых иностранных инвестиций в Грузию поступают из стран ЕС, в основном из Нидерландов и Испании. За 2023 год сумма инвестиций в страну составила 1,6 млрд долларов США.
Премьер-министр Грузии в 2022 году заявил, что правительство страны планирует присоединиться к Единой зоне платежей в евро (SEPA), которая облегчит денежные транзакции со странами ЕС и проводит соответствующие реформы и рекомендации для этого.
В 2024 году по словам европейского комиссара по политике соседства и расширения Оливера Вархейи в рамках Экономического и инвестиционного плана (EIP) в Грузию было привлечено 1,9 млрд евро инвестиций, направленные в такие сектора, как энергетика, транспорт, малый и средний бизнес, окружающая среда и доступ к финансам. Комиссар также заявил, что самая важная и ощутимая инициатива на ближайшее время — это проект по прокладке черноморского кабеля электроснабжения и линии широкополосного интернета, который обеспечит зелёной электроэнергией Европу и обеспечит широкополосный и высокоскоростной интернет для Грузии, обеспечив ей ускоренное развитие цифровой экономики.
Комиссар также сообщил, что Грузия добилась успеха в вопросе к интеграции к Единой зоне платежей в евро (SEPA), но ещё следует преодолеть некоторые задачи с точки зрения законодательного согласования и правоприменительного потенциала Грузии для обеспечения соблюдения требований ЕС, которые направлены на то, чтобы как можно быстрее интегрировать Грузию.

## Проекты между ЕС и Грузией

### Образование
Грузия присоединилась к просветительским программам Erasmus Mundus, TEMPUS, Jeanne Monnet. В 2014 году стала участницей единой образовательной программы Erasmus+ — программе ЕС по поддержке образования, обучения, молодёжи и спорта в Европе. Целью программы является содействие транснациональной мобильности студентов и сотрудничество между образовательными организациями как средство повышения качества и совершенства, поддержки инклюзивности и равенства, а также стимулирования творчества и инноваций в области образования. В партнёрстве Erasmus+ по программам и вузам 2015–2021 гг. участниками были 46 высших учебных заведений Грузии за это время участниками стали 10 368 студентов.

### Связь
В феврале 2024 году комиссар по вопросам европейской политики соседства и расширения сообщил, что власти Грузии быстро сделали всё зависящее от них, чтобы страну включили в единую роуминговую зону Евросоюза, что значительно снизит затраты на обмен данными между Грузией и ЕС и, что это будет масштабным и знаковым изменением для населения страны, сопоставимый с безвизовым режимом, действующим с 2017 года.

### Экология
В 2019 году Европейский союз и ООН запустили региональный проект EU4Climate, заложив фундамент для систематического выполнения требований Парижского соглашения и обязательств Грузии по нему. Программа направлена на поддержку разработки и реализации политики, связанной с изменением климата и экологией. Инициатива EU4Climate поддерживает Грузию в разработке её долгосрочной стратегии развития с низким уровнем выбросов и учёте климата в отраслевых стратегиях. В 2021 году Грузия разработала документы по учёту климата в энергетическом, сельскохозяйственном и медицинском секторах. Планируется создание надёжной внутренней системы мониторинга, отчётности и проверки выбросов для информирования правительства и международного сообщества. На протяжении всей программы будут применяться лучшие международные и европейские практики. Грузия разработала Стратегию изменения климата на период до 2030 года.

## Основные этапы
1 июня 2006 года — Грузия отменила визы для граждан ЕС, совершающих краткосрочную поездку в страну.
26 мая 2008 года — Европейским союзом учрежден проект Восточного партнерства.
15 июля 2010 года — ЕС и Грузия готовят договор об ассоциации. Документ — первый этап на пути евроинтеграции для соискателей членства в ЕС.
4 июня 2012 года — ЕС и Грузия начали переговоры о либерализации визового режима, главной целью которых должна стать отмена виз для имеющих биометрические паспорта граждан Грузии при условии проведения Грузией ряда реформ.
25 февраля 2013 года — Грузия получила план действий по либерализации визового режима с ЕС.
29 ноября 2013 года — Состоялась церемония парафирования соглашения об ассоциации между Грузией и Евросоюзом. Кроме того, грузинская сторона подписала второе соглашение, предполагающее вовлечение страны в операции по управлению кризисами.
27 июня 2014 года — в Брюсселе состоялось подписание Соглашения об ассоциации Грузии с Евросоюзом.
18 декабря 2015 года — Европейская комиссия приняла доклад о выполнении Грузией всех реформ, зафиксированных в плане действий по либерализации визового режима, и пообещала в начале 2016 года направить законодательное предложение в Совет Европейского союза и Европейский парламент об отмене туристических виз для граждан Грузии, имеющих биометрические паспорта.
9 марта 2016 года — Европейская комиссия внесла предложение в Совет Европейского союза и Европейский парламент об отмене туристических виз для граждан Грузии, имеющих биометрические паспорта, путём внесения Грузии в список стран, граждане которых имеют право путешествовать без виз по странам Шенгенского соглашения. 3 февраля 2017 года Европейский парламент поддержал предложение Еврокомиссии. 27 февраля Совет ЕС поддержал введение безвизового режима с Грузией.
28 марта 2017 года — установлен безвизовый режим между Грузией и Европейским союзом. Он даёт право посещать страны-члены Европейского союза (кроме Ирландии), а также не членов ЕС, но членов Шенгенской зоны (Швейцария, Лихтенштейн, Норвегия, Исландия) без получения визы в туристических, деловых, культурных целях. Но для права работы и учёбы по-прежнему необходимо получение визы. Граждане Грузии могут ездить в страны ЕС по биометрическим паспортам без виз не более чем на 90 дней в течение полугода.
3 марта 2022 года — Грузия подала заявку на членство в ЕС.
11 марта 2022 года — Грузия получила опросные листы от ЕС, которые необходимы для предоставления статуса кандидата в ЕС.
23 июня 2023 года  — Европейский парламент принял резолюцию о поддержке европейской перспективы Грузии и выразил готовность предоставить Грузии статус кандидата на вступление в Европейский Союз только после ряда реформ.
8 ноября 2023 года — Еврокомиссия порекомендовала Совету ЕС предоставить Грузии статус кандидата на вступление в Евросоюз при особых условиях.
14 декабря 2023 года — Совет Европейского союза предоставил Грузии статус официального кандидата на вступление в Европейский союз.